# Mangatewainui (rivière)

La rivière Mangatewainui  (en anglais : Mangatewainui River) est un cours d’eau de la région de Manawatu-Wanganui de l’île du Nord de la Nouvelle-Zélande.

## Géographie
C’est un des affluents supérieurs du fleuve Manawatu. Elle s’écoule généralement vers le sud-est à partir de sa source dans la chaîne des Ruahine au nord-ouest de la ville de Norsewood, et  rencontre la partie supérieure du fleuve Manawatu ( à 8 km à l’est de la ville de Dannevirke.
La rivière Mangatewainui ne doit pas être confondue avec sa voisine plus au nord: la rivière  Mangatewai.